# Bo Gu
Qin Bangxian (chinês tradicional: 秦邦憲, pinyin: Qín Bāngxiàn), mais conhecido como Bo Gu (chinês: 博古, pinyin: Bó Gǔ) (24 de junho de 1907 – 8 de abril de 1946) foi um líder sênior do Partido Comunista da China e membro dos 28 Bolcheviques.

## Infância e Educação
Qin nasceu em Hancheu, Zhejiang, em 1907. Seu pai morreu quando ele tinha apenas nove anos. Após isso, Qin foi levado para Wuxi, na província de Jiangsu. Em sua juventude, Qin estudou na Escola Industrial de Suzhou, onde desempenhou um papel ativo nas atividades contra o imperialismo e contra os senhores da guerra que tiranizavam a China. Em 1925, Qin ingressou no Departamento de Inglês, na Universidade de Xangai, uma universidade conhecida por seu impacto nos jovens revolucionários da época. As ideias do marxismo e do leninismo eram ensinadas lá por alguns dos primeiros líderes do Partido Comunista chinês, como Qu Qiubai e Deng Zhongxia, de modo que Qin ingressou no partido no mesmo ano de ingresso na universidade. Mais tarde naquele mesmo ano, Qin aderiu ao Movimento de 30 de Maio, que defendia a realização de protestos e boicotes contra o imperialismo.
Em 1926, Qin foi enviado para a Universidade Sun Yat-sen, em Moscou, na Rússia, onde continuou estudando o marxismo e o leninismo. A Universidade Sun Yat-sen foi estabelecida sob uma política de aliança entre o fundador do Kuomintang, Sun Yat-sen, com a União Soviética e o Partido Comunista da China. Seu objetivo era instruir sistematicamente os jovens revolucionários para a revolução chinesa de acordo com o padrão russo. Usando o pseudônimo "Bo Gu", que significa "familiarizado com histórias" em chinês, Qin continuou seus estudos enquanto se aproximava de Wang Ming, um estudante que havia ingressado na universidade um ano antes. Wang e Qin, juntamente com muitos outros estudantes, como Zhang Wentian, Wang Jiaxiang e Yang Shangkun, fizeram parte de um grupo conhecido como os 28 Bolcheviques. 
Eles se consideravam marxistas ortodoxos, destinados a se encarregar da revolução chinesa. Além disso, com a conexão de Wang com o vice-presidente da Universidade Sun Yat-sen e o futuro vice-ministro do Departamento Oriental da Internacional Comunista, Pavel Mif, os 28 Bolcheviques ganharam cada vez mais influência. Um exemplo é seu papel como missionários e intérpretes no 6º Congresso Nacional do Partido Comunista da China, realizado em Moscou, com o objetivo de debater a conjuntura chinesa. 

## Envolvimento inicial com o Partido Comunista da China
Com Mif sucedendo Karl Radek como presidente, seus protegidos, entre eles Bo Gu, foram enviados de volta para assumir o comando do Partido Comunista da China. No entanto, devido à sua inexperiência em comparação a membros veteranos como Zhou Enlai e Zhang Guotao, o grupo acabou sendo designado para um trabalho insignificante. Depois, com o apoio direto de Mif, que foi à China como enviado da Internacional Comunista, durante a 4ª Reunião Plenária do 6º Congresso Nacional do Partido Comunista da China em 1931, Wang e seus associados venceram a batalha contra Li Lisan, líder supremo do partido naquele momento, e contra os oponentes de Li, como os ativistas trabalhistas He Mengxiong e Lin Yuying. Wang foi nomeado membro do Politburo do Partido Comunista, posição até então ocupada por Xiang Zhongfa, que havia sido preso. Mif assumiu a liderança da sede do partido, de modo que, na prática, tornou-se o número 1 do partido. Quando Wang retornou a Moscou para tratamento médico, Qin foi promovido ao posto de membro do Birô Central do Partido Comunista da China e depois de Secretário-Geral do Partido Comunista da China.
Sob a política de extremismo e esquerdismo de Li e Wang, o Partido Comunista sofreu grandes perdas em sua luta pelo poder contra o Kuomintang nas cidades. Em 1933, Bo Gu e outros membros do Birô Central, como Zhou Enlai, tiveram que abandonar para o Território Soviético, que era a base de poder criada pelo Partido Comunista da China em Jiangxi, no interior da China. Bo Gu, Zhou e Otto Braun, conselheiro militar da Internacional Comunista, formaram uma equipe de comando militar para substituir o controle de Mao Zedong sobre os militares, já que Mao era o presidente do Governo Soviético Chinês na época. Devido a uma mudança nas táticas nacionalistas, o Exército Vermelho sofreu grandes perdas durante a 5ª Repressão de Chiang Kai-shek. Bo Gu e sua equipe foram obrigados a dar início a um desvio estratégico. 
Em fevereiro de 1933, Qin deu início a uma campanha contra Luo Ming, secretário de um dos comitês do partido que não estava seguindo suas orientações. Entre os membros do comitê de Luo Ming que foram removidos de seus postos estava Deng Xiaoping.
Durante a Longa Marcha, o Exército Vermelho sofreu com grandes baixas de tempos em tempos, devido à ausência de planos e incompetência de comando da equipe de liderança.[carece de fontes?] Em especial, após atravessar o Rio Xiang, o Exército Vermelho foi pego em uma armadilha, de modo que metade de suas elites foram aniquiladas pelo exército do Kuomintang. O descontentamento e a fúria em relação aos três homens da liderança aumentaram. Nessas circunstâncias, Mao usou suas habilidades diplomáticas para se comunicar com Wang Jiaxiang, comissário geral do Exército Vermelho na época, e obteve apoio da maioria dos generais que antes eram leais a ele. 
Então, em janeiro de 1935, veio a convocação para a Conferência Zunyi, e, com a deserção de membros dos 28 Bolcheviques como Zhang Wentian, Wang Jiaxiang e Yang Shangkun para o lado de Mao, o comando da equipe de três homens sobre as forças militares foi dispensado. Mao, Wang e Zhou Enlai compuseram um nova equipe de três homens para substituí-los; e Bo Gu foi substituído do posto de secretário-geral de Bo Gu por seu ex-associado Zhang, mas permaneceu membro do Politburo. 

### Tempo no exército

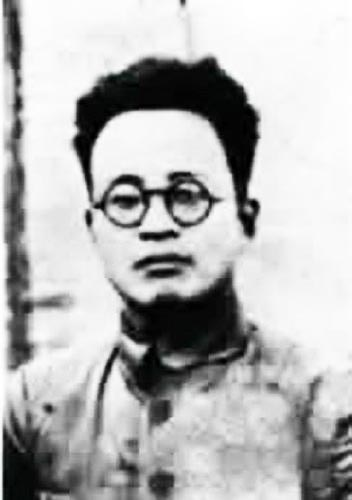
Retrato de Bo Gu em data desconhecida

Quando Bo Gu chegou a Yanan com o Exército Vermelho ele ainda era jovem, desejando um futuro brilhante para a revolução chinesa. Para fazer uma distinção clara em relação a seu passado, Bo Gu preferia que outros o chamassem por seu nome real, Qin, em vez de seu apelido. Mao ainda precisou de Gu e outros dos 28 Bolcheviques, como Zhang Wentian e Wang Jiaxiang, por seu apoio na luta de poder posterior de Mao com Wang Ming e Zhang Guotao, de modo que Mao lhes deu algumas tarefas importantes de tempos em tempos. Por exemplo, Qin foi apontado como representante do partido junto com Zhou Enlai e Ye Jianying, e foi para Xian para lidar com o Incidente de Xian em 1936, contribuindo para o estabelecimento da Frente Unida contra o Japão. Em 1937, Qin foi nomeado Ministro do Departamento de Organização do Partido Comunista da China, responsável pela promoção e nomeação dos quadros do partido. Em 1938, ele foi o Ministro do Departamento de Organização do Rio Yangtze e depois da Divisão do Sul da China. Em 1941, foi apontado como chefe do Diário Jie Fang e da Agência de Notícias Xinhua. Qin demonstrou grande entusiasmo em promover o jornal e se esforçou ao máximo para torná-lo um porta-voz do Partido Comunista. Qin prometeu lealdade a Mao na luta de Mao com Zhang Guotao, e durante o Movimento de Retificação de Yanan ele criticou seu ex-amigo próximo Wang Ming. No entanto, ainda assim Qin não conseguiu obter a confiança de Mao e sofreu muito com estresse e humilhação. Sua gentileza e clemência em relação ao movimento Cheng Feng através do jornal que dirigia receberam fortes críticas de Mao e de seu chefe de polícia secreto, Kang Sheng. Eles consideraram a ação de Qin ineficiente e misericordiosa demais. Como resultado, embora Qin tenha sido eleito como Comissário do Comitê Central do Partido no 7º Congresso Nacional do Partido Comunista da China em 1945, ele foi listado como o último. 
Após o fim da Segunda Guerra Mundial, em 1945, Mao foi convidado por Chiang para Chongqing para realizar negociações de paz, a fim de evitar a continuidade da guerra civil. Qin foi um dos delegados de Mao. Participou do Congresso de Consultoria Política realizado em Chongqing como delegado comunista em fevereiro de 1946. Morreu em um acidente de avião em Xanxim quando voltava para Yanan. Entre as vítimas estavam vários líderes seniores do Partido Comunista da China, como o general Ye Ting, o chefe da polícia secreta Deng Fa e o antigo membro do partido, Wang Ruofei. 